# باب الريح (مسلسل)
باب الريح مسلسل خليجي تاليف الكاتب الإماراتي محمد أحمد حسن وإخراج المخرج البحريني علي العلي
تم عرضة في رمضان 2016 على شاشة تلفزيون الراي والشرقية من كلباء

## قصة العمل
يدور المسلسل حول قضية العنف الاجتماعي، التي أصبحت منتشرة في الآونة الأخيرة، كما يحكي عن قصة ساعي بريد، في زمن لم يعد فيه أحد يكتب الرسائل، ولم يعد للبريد أي مكانة، ويحمل ساعي البريد مشاعر الحب لأسرته وخاصة ابنته الضريرة.

## فريق العمل
| الممثل          | الشخصية    |
| --------------- | ---------- |
| سعد الفرج       | شهاب       |
| زهرة عرفات      | سميرة      |
| حمد العماني     | مصطفى      |
| علي كاكولي      | عثمان      |
| حمد اشكناني     | غيث        |
| إبراهيم الحساوي | أبو سيناء  |
| فاطمة عبدالرحيم | مريميه     |
| زينب غازي       | خديجة      |
| اميرة محمد      | وداد       |
| ابرار سبت       | رباب       |
| ريم بوشناق      | ام ناريمان |
| ياسر القرمزي    | ابو خديجة  |
| سلوى الجراش     | سناء       |
| منيرة محمد      | فوزية      |
| إيمان الحسيني   | حور        |
| لطيفة المجرن    | ام عثمان   |
| شفيقة يوسف      | ام مصطفى   |
| جعفر الساري     | محمود      |
| عادل شمس        | ابو وداد   |